# Ruprechtia apetala
Ruprechtia apetala Wedd. è una pianta della famiglia delle Poligonacee.

## Distribuzione e habitat
Si trova in Sudamerica e precisamente in Argentina, Brasile, Bolivia e Paraguay.

## Conservazione
La Lista rossa IUCN classifica Ruprechtia apetala come specie prossima alla minaccia di estinzione (Near Threatened).
La specie è minacciata dalla perdita di habitat.